# Günter von Roden
Günter von Roden (* 9. November 1913 in Elberfeld; † 8. Dezember 1999 in Duisburg) war ein deutscher Historiker und Archivar und zuletzt Leitender Stadtarchivdirektor in Duisburg.
Roden arbeitete mit Unterbrechungen von 1939 bis 1955 im Archivdienst und war von 1955 bis 1976 Leiter des Stadtarchivs Duisburg. Er war bis 1972 Herausgeber der Duisburger Forschungen und bis 1976 Herausgeber der Duisburger Geschichtsquellen und Autor der zweibändigen Geschichte der Stadt Duisburg sowie weiterer Veröffentlichungen auf dem Gebiet der Stadtgeschichte Duisburgs und darüber hinaus.
Im Jahr 1968 wurde von Roden zum korrespondierenden Mitglied der Historischen Kommission für Westfalen gewählt, aus der er 1991 ausschied.

## Werke
- Wirtschaftliche Entwicklung und bäuerliches Recht des Stiftes Fröndenberg an der Ruhr (= Münstersche Beiträge zur Geschichtsforschung. Folge 3, H. 13 = H. 64, ZDB-ID 503830-3). Coppenrath, Münster 1936 (Zugleich: Münster, Universität, Dissertation vom 16. November 1936).
- Quellen zur älteren Geschichte von Hilden, Haan und Richrath. 5 Bände. Peters, Hilden 1951–1973;
  - Band 1: Bis zum Jahre 1380 (= Niederbergische Beiträge. Bd. 1, ZDB-ID 503836-4). 1951;
  - Band 2: Von 1381–1440 (= Niederbergische Beiträge. Bd. 7). 1958;
  - Band 3: Von 1441–1490 (= Niederbergische Beiträge. Bd. 11). 1964;
  - Band 4: Von 1491–1500. Ergänzungen und Berichtigungen zu den Bänden 1–3 (= Niederbergische Beiträge. Bd. 15). 1968;
  - Band 5: Nachträge zu den Bänden 1–3. Gesamtregister (= Niederbergische Beiträge. Bd. 27). 1973.
- mit Günther Engelbert: Niederrheinische Landesgeschichte. Schwann, Düsseldorf 1955.
- als Herausgeber: Beiträge zur Musikgeschichte der Stadt Duisburg (= Beiträge zur rheinischen Musikgeschichte. Bd. 37, ISSN 0522-7046). Volk, Köln 1960.
- als Herausgeber: Gerhard Mercator. 1512–1594. Zum 450. Geburtstag (= Duisburger Forschungen. Bd. 6, ISSN 0419-8026). Renckhoff, Duisburg-Ruhrort 1962.
- Unser altes Duisburg. 2 Bände. Lange, Duisburg 1962–1963 (mehrere Auflagen).
- Duisburg im Jahre 1566. Der Stadtplan des Johannes Corputius, ein Schaubild Duisburger Geschichte. Renckhoff, Duisburg-Ruhrort 1964 (Auch als: Duisburger Forschungen. Beih. 6, ISSN 0419-8034; Mit Joseph Milz: (= Duisburger Forschungen. Bd. 40). Neu bearbeitete und ergänzte Auflage. Braun, Duisburg 1993, ISBN 3-87096-051-5).
- Die Universität Duisburg (= Duisburger Forschungen. Bd. 12). Braun, Duisburg 1968.
- als Herausgeber: Wilhelm Lehmbruck. Sieben Beiträge zum Gedenken seines 50. Todestages (= Duisburger Forschungen. Bd. 13). Braun, Duisburg 1969.
- Geschichte der Stadt Duisburg. 2 Bände. Braun, Duisburg 1970–1974;
  - Band 1: Das alte Duisburg von den Anfängen bis 1905. Unter weitgehender Verwendung d. Geschichte der Stadt Duisburg von Averdunk-Ring, 1949. 1970;
  - Band 2: Die Ortsteile von den Anfängen. Die Gesamtstadt seit 1905. 1974, ISBN 3-87096-101-5.
- als Herausgeber mit Ursula Budde-Irmer u. a.: Duisburger Notariatsakten. Notar Alexander Tendering. 1818–1835 (= Duisburger Geschichtsquellen. Bd. 7). Degener, Neustadt/Aisch 1976, ISBN 3-7686-4025-6.
- Die Zisterzienserinnenklöster Saarn, Duissern, Sterkrade (= Die Bistümer der Kirchenprovinz Köln. Das Erzbistum Köln. Bd. 4 = Germania Sacra. NF Bd. 18). de Gruyter, Berlin 1984, ISBN 3-11-009831-8.
- Geschichte der Duisburger Juden (= Duisburger Forschungen. Bd. 34). In Zusammenarbeit mit Rita Vogedes. 2 Bände. Braun, Duisburg 1986, ISBN 3-87096-045-0.
- als Herausgeber: Duisburger Notizen. Zeitgenössische Berichte von 1417–1992 (= Duisburger Forschungen. Bd. 44). Mercator-Verlag, Duisburg 1998, ISBN 3-87463-271-7.
- als Herausgeber: Conrad Jacob Carstanjen: Chronik der Stadt Duisburg 1801 bis 1838. Festschrift zum 50jährigen Bestehen der Mercatorgesellschaft Duisburg e. V. (= Duisburger Forschungen. Bd. 46). Mercator-Verlag, Duisburg 2000, ISBN 3-87463-306-3.

- als Herausgeber: Duisburger Forschungen. Schriftenreihe für Geschichte und Heimatkunde Duisburgs. 1957–1976, ISSN 0419-8026.